# والری نیکیتین
والری نیکیتین (استونیایی: Valeri Nikitin؛ زادهٔ ۲۸ نوامبر ۱۹۶۹) کشتی‌گیر اهل استونی بود.
وی در مسابقات کشوری و بین‌المللی در مجموع برندهٔ ۱ مدال برنز شده‌است.